# Nanorana liebigii
Nanorana liebigii är en groddjursart som först beskrevs av Günther 1860.  Nanorana liebigii ingår i släktet Nanorana och familjen Dicroglossidae. IUCN kategoriserar arten globalt som livskraftig. Inga underarter finns listade i Catalogue of Life.